# Jana Drgová
Jana Drgová (* 12. srpna 1984 Vsetín) je česká herečka, choreografka a pedagožka, v letech 2009 až 2019 členka souboru Městského divadla Zlín.

## Život
Vystudovala Taneční konzervatoř Brno a Zlínskou soukromou vyšší odbornou škola umění. V letech 2004 až 2008 byla členkou baletního souboru Moravského divadla Olomouc, od roku 2009 působila v Městském divadle Zlín. Své působení ukončila v roce 2019, kdy se rozhodla dále živit tzv. „na volné noze“.
Na Zlínské soukromé vyšší odborné škole umění vyučuje tanec. Mezi její záliby patří tanec či pohyb všeho druhu, literatura, filmy a přátelé.